# Église Saint-Martin d'Artemps
L'église Saint-Martin d'Artemps est une église située à Artemps, en France.

## Description
L’église Saint-Martin d’Artemps est composée d’une tour massive en grès construite au XIVe siècle d'un style gothique simple et d’un chœur du même style bâti autour de la tour au XVIe siècle. La nef est une pseudo-basilique {basilique sans claire-voies) de trois vaisseaux. Son extérieur n'est pas plus gothique.
Cette église est l'une des rares en France à posséder un clocher surmonté de deux coqs. Les murs de la nef ont été reconstruits à différentes périodes, l’un des murs latéraux est en grès et l’autre en brique. Le maître-autel est de style gothique et les fenêtres ornées de vitraux dont l’un du maître-verrier M. Talon. Dans sa longueur la nef mesure  pour  de large et le clocher culmine également à 29 m. Une inscription ancienne, est placée en face, sur le mur, du côté gauche du chœur. Vous pourrez y lire :
« LOUIS HORDRET, né à Artemps en 1714, avocat aux conseils du Roi ; a fondé dans cette église en 1783, suivant les désirs de NICOLAS et FRANCOIS DESJARDINS, ses oncles, chanoine et principal du collège de SAINT-QUENTIN, nés au même lieu, morts, l'un en 'autre en 1773, une messe, etc, "A fait don de six cents livres de rente pour être employés chaque année, la moitié à soulager six vieux hommes ou six vieilles femmes les plus pauvres, et l’autre moitié à secourir les femmes en couche, les blessés et les malades de cette commune, le tout à perpétuité ».
Quelques statues dans l'église, celle de saint Pierre, un vieillard qui tient les clefs du Paradis, et dont la figure étrusque annonce la vigueur et l'énergie. La statue semble avoir été copiée sur l'une de celles que l'on voit à la cathédrale de Reims aux trumeaux des portes du transept croisillon septentrional.
 Deux autels se trouvent de chaque côté du transept, à l'extrémité des bas-côtés, Ils sont en bois marbré et d'un style Renaissance d’un bel effet ; près de l'autel de gauche, on voit un petit tableau d'une bonne composition, et représentant le patron du village, saint Martin, monté sur un cheval et coupant son manteau pour en donner la moitié à un pauvre presque nu, étendu sur le sol. 
De belles petites colonnes avec filets dorés et chapiteaux genre ionien encadrent cet autel. Celui de droite est orné de belles colonnes torses, avec des rinceaux et des feuillages dorés. Dans le bas, on remarque un pélican, donnant la pâtée à ses petits, à moins que ce ne soit un des cygnes qu'on voyait autrefois en assez grand nombre sur la Somme, et que le seigneur de Viécourt avait seul le droit de chasser.

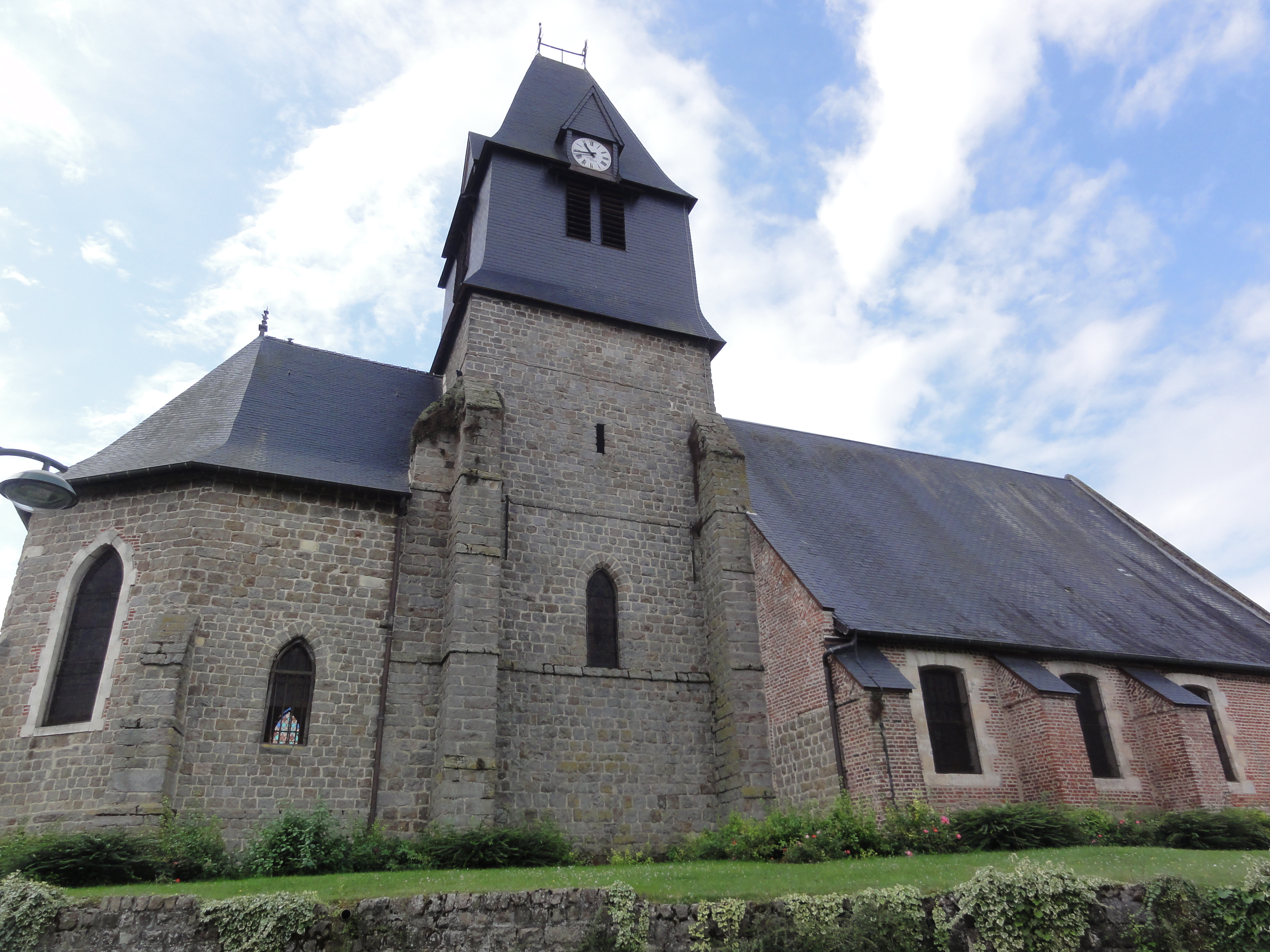
Vue latérale nord.
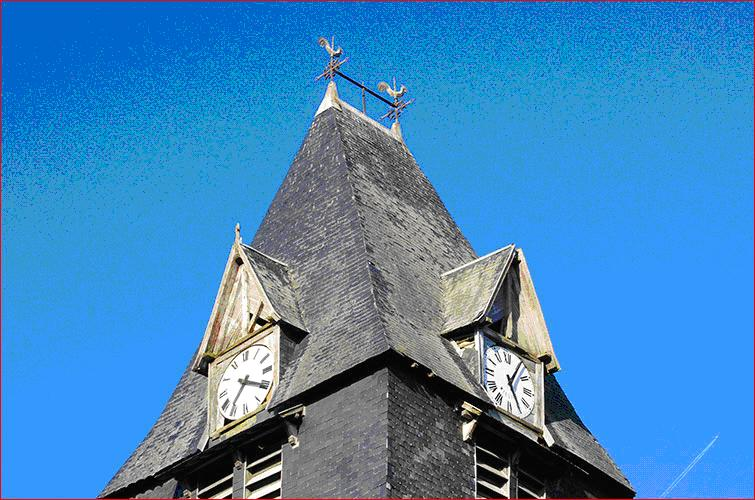
Clocher aux deux coqs.
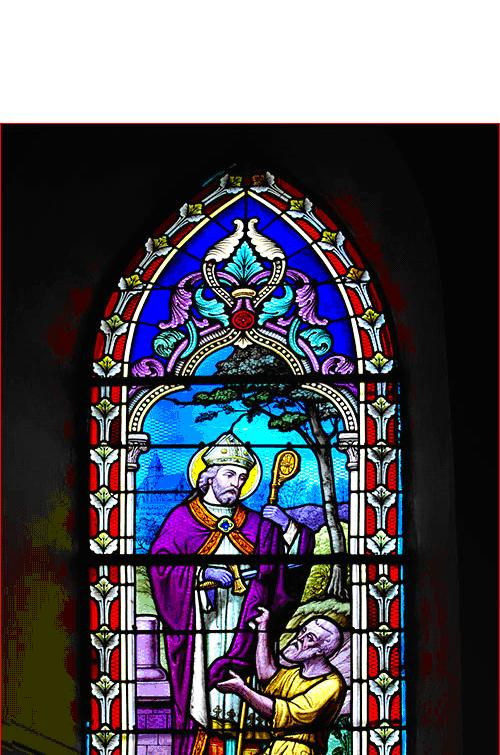
Vitrail de saint Martin.
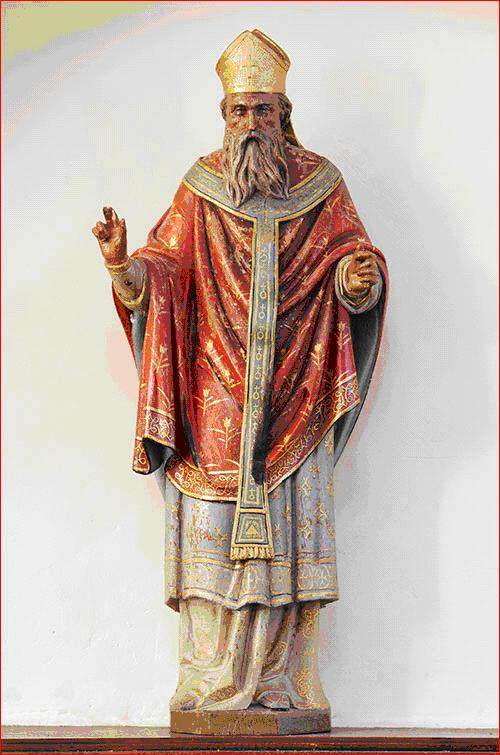
Statue de saint Pierre.

## Localisation
L'église est située sur la commune de Artemps, dans le département de l'Aisne.

## Historique
L'église a subi de nombreuses transformations au cours des années mais n'a pas été totalement détruite lors des deux guerres mondiales. La plupart des vitraux ont pu être conservés, sur l'un de ceux-ci, le maître-verrier a représenté l'église.